# Liste der Naturdenkmale in Heilbronn
| Naturdenkmale | Anzahl |
| ------------- | ------ |
| FND           | 7      |
| END           | 6      |
| Gesamt        | 13     |

Die Liste der Naturdenkmale in Heilbronn nennt die verordneten Naturdenkmale (ND) der baden-württembergischen Stadt Heilbronn. In Heilbronn gibt es insgesamt dreizehn als Naturdenkmal geschützte Objekte, davon sieben flächenhafte Naturdenkmale (FND) und sechs Einzelgebilde-Naturdenkmale (END).
Stand: 31. Oktober 2016.

## Flächenhafte Naturdenkmale (FND)
| Name                                                | Bild | Kennung     | Einzelheiten | Position | Fläche Hektar | Datum         |
| --------------------------------------------------- | ---- | ----------- | ------------ | -------- | ------------- | ------------- |
| Alter Friedhof Heilbronn                            |      | 81210000007 | Heilbronn    | ⊙        | 2,6           | 28. Juli 1937 |
| Felsendiluviale Klingenberg                         | BW   | 81210000012 | Heilbronn    | ⊙        | 0,4           | 18. Aug. 1938 |
| Feyerabend’scher Park                               |      | 81210000008 | Heilbronn    | ⊙        | 1,0           | 28. Juli 1937 |
| In 6 Einzelfelsen zerklüftete Nagelfluhbank         | BW   | 81210000013 | Heilbronn    | ⊙        | 0,0           | 28. Juli 1937 |
| Waldheide                                           |      | 81210000014 | Heilbronn    | ⊙        | 4,5           | 22. Nov. 1994 |
| 1 Baumreihe Sommerlinden u. Eichen auf dem Wartberg | BW   | 81210000015 | Heilbronn    | ⊙        | 0,5           | 6. Apr. 1984  |
| 1 Hohlweg mit Böschung „Waldhohle“                  | BW   | 81210000005 | Heilbronn    | ⊙        | 0,4           | 6. Apr. 1984  |
| Legende für Naturdenkmal                            |      |             |              |          |               |               |

## Einzelgebilde (END)
| Name                                              | Bild | Kennung     | Einzelheiten                                          | Position | Fläche Hektar | Datum         |
| ------------------------------------------------- | ---- | ----------- | ----------------------------------------------------- | -------- | ------------- | ------------- |
| Baumgruppe beim Waldbrunnen                       | BW   | 81210000004 | Heilbronn Nicht mehr in der LUBW-Datenbank vorhanden. | ⊙        | 0,0           | 28. Nov. 1961 |
| St. Anna-Linde                                    |      | 81210000003 | Heilbronn                                             | ⊙        | 0,0           | 23. Apr. 1941 |
| Starke Traubeneiche „Stöckach“                    | BW   | 81210000001 | Heilbronn                                             | ⊙        | 0,0           | 23. Apr. 1941 |
| Zwei Roßkastanien bei der Dreifaltigkeitskapelle  |      | 81210000002 | Heilbronn                                             | ⊙        | 0,0           | 23. Apr. 1941 |
| 2 Bäume (1 Bergulme, 1 Bergahorn) Gymnasiumstraße | BW   | 81210000009 | Heilbronn                                             | ⊙        | 0,0           | 6. Apr. 1984  |
| 4 Ulmen auf der Cäcilienwiese                     |      | 81210000014 | Heilbronn                                             | ???      | 0,0           | 6. Apr. 1984  |
| Legende für Naturdenkmal                          |      |             |                                                       |          |               |               |